# Nakadomari
Nakadomari (中泊町; Nakadomari-machi) és un poble del Japó situat a la prefectura d'Aomori.